# Binidayan

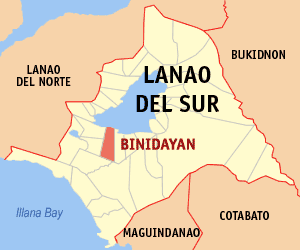
Bản đồ Lanao del Sur với vị trí của Binidayan

Binidayan là một đô thị hạng 5 ở tỉnh Lanao del Sur, Philippines. Theo điều tra dân số năm 2000, đô thị này có số dân là 18.081 người thuộc 2.645 hộ.

## Các đơn vị hành chính
Binidayan được chia ra 26 barangay.
| - Badak - Baguiangun - Balut Maito - Basak - Bubong - Bubonga-Ranao - Dansalan Dacsula - Ingud - Kialilidan - Lumbac - Macaguiling - Madaya - Magonaya | - Maindig - Masolun - Olama - Pagalamatan - Pantar - Picalilangan - Picotaan - Pindolonan - Poblacion - Soldaroro - Tambac - Timbangan - Tuca |

Sultan Muliloda Dimaporo a present Sultan of binidayan and ex Mayor
Datu Aman Misbak DatuMulok present Mayor a nephew of the present Sultan.